# Jerónimo de la Fuente

a Compétitions nationales et continentales officielles uniquement.

b Matchs officiels uniquement.
Dernière mise à jour le 28 août 2020.
Jerónimo de la Fuente, né le 24 février 1991 à Rosario, est un joueur international argentin de rugby à XV évoluant au poste de centre. Il joue avec l'USA Perpignan en Top 14 depuis 2020.Il remporte le Championnat de France de Pro D2 en 2021.

## Statistiques en équipe nationale
| Année | Compétition         | Matchs | Points | Essais |
| ----- | ------------------- | ------ | ------ | ------ |
| 2014  | Rugby Championships | 4      | 0      | 0      |
| 2014  | Test matchs         | 5      | 10     | 2      |
| 2015  | Rugby Championships | 2      | 0      | 0      |
| 2015  | Test matchs         | 2      | 10     | 2      |
| 2015  | Coupe du monde      | 6      | 0      | 0      |
| Total | Total               | 19     | 20     | 4      |